# Apache
Gli Apache (o Apaches) (/əˈpætʃiː/ in inglese, /aˈpaʃ/ in francese; in italiano anche Apaci; nome di etimologia incerta, forse di origine zuñi, apacu, corruzione del nome navahu, ovvero di origine yavapai, apace, con il significato di "nemico") sono una popolazione nativa dell'area sud occidentale dell'America Settentrionale; il nome con cui sono soliti designarsi è però "Dineh" (il popolo). Originariamente gli Apache erano divisi in otto gruppi principali, escludendo i Kataka (cosiddetti "Kiowa-Apache"), associati con i Kiowa: i Lipan (Naizhan e Natage), gli Jicarilla (Ollero e Llanero), i Mescalero (Sehenede e Iyutahende), i Mimbreño (Tchihende), gli Ndendahe (Nednhi - Janeros e Carrizaleṅos - e Bendokhoe - Mogollones -), i Chiricahua (Tsokanendeh), i Coyotero (Tsézhiné, Tiisebahné e Dzil-Łigai-Si'án-Ndee) e i Tonto (Dilzhe'e); ognuno di questi era a sua volta composto da numerose bande locali.

## Cultura

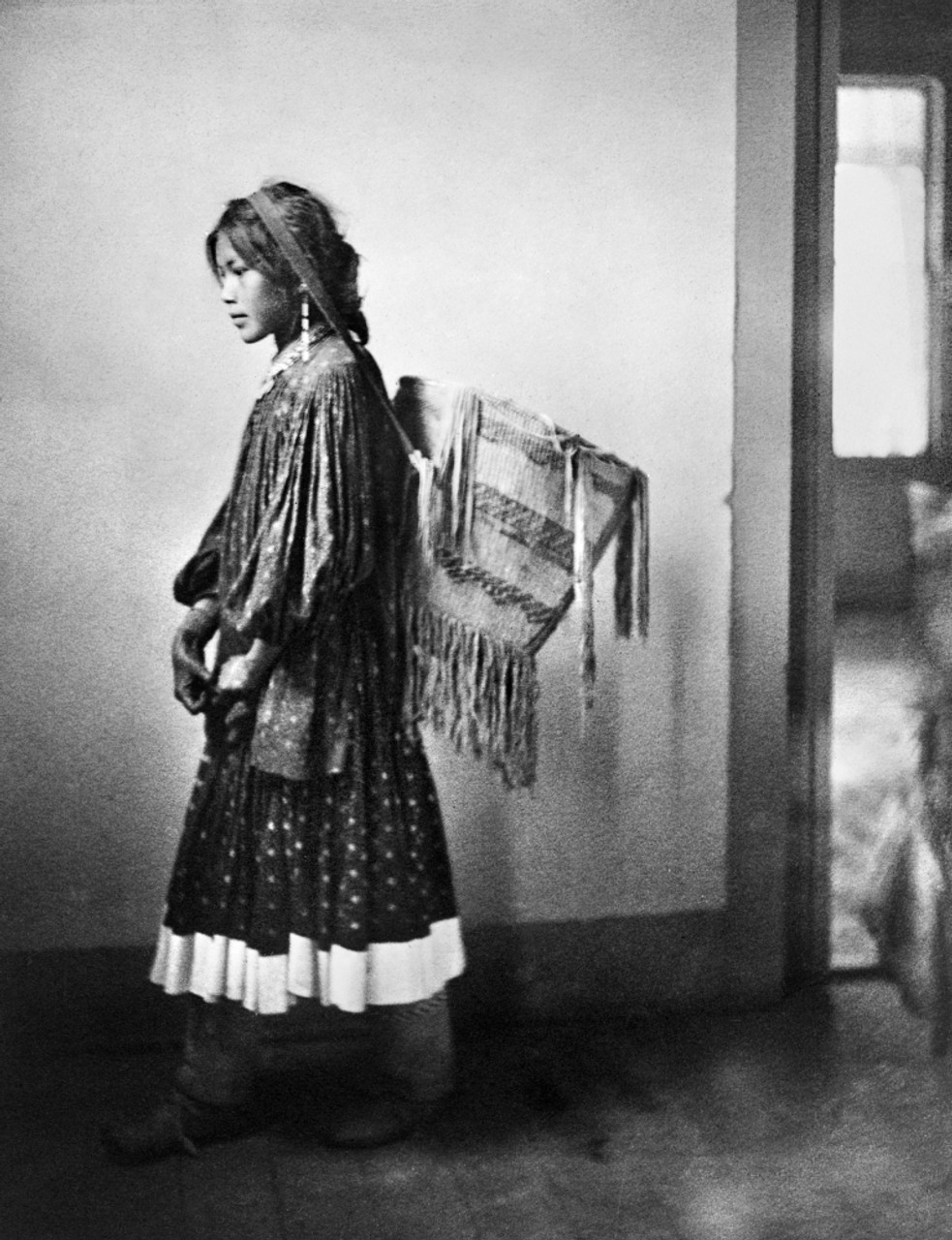
Ragazza apache con cesto. Foto di Carl Werntz, circa 1902, Biblioteca del Congresso

Gli Apache (detti anche Apaches), di origine athabaska come i consanguinei e per lungo tempo alleati Navaho, erano un popolo nomade, dedito alla caccia e alla raccolta. L'agricoltura era poco sviluppata, ma con il passare del tempo iniziarono a piantare granturco e meloni; l'usanza apache prevedeva che al momento del matrimonio l'uomo si stabilisse presso i parenti della sposa.
L'abitazione degli Apache era costituita dal Wickiup, ossia una piccola capanna fatta di frasche che aveva una forma sferica o a cupola. La dimensione e l'accuratezza della costruzione variava a seconda della maggiore o minore abbondanza delle materie prime. L'intelaiatura era costituita da un cerchio di pali o piccoli tronchi incurvati, legati al centro. Lo spazio era riempito con foglie di yucca o sterpaglia del deserto. Erano anche utilizzate erba o canne prese nei letti dei fiumi. All'apice un foro per far uscire il fumo. All'esterno erano disposte tele per ridurre gli spifferi, mentre una pelle o un piccolo lembo di coperta serviva come porta. La costruzione del Wickiup spettava esclusivamente alla donna e per costruirlo occorrevano circa quattro ore. Spesso vicina al Wickiup vi era un'ampia struttura di rami chiamata "ramada", conosciuta anche come ghiacciaia della squaw, utilizzata come ripostiglio per il cibo e per il lavoro all'aperto.
Abitualmente gli Apache vestivano abiti di pelle di daino e portavano i capelli lunghi e sciolti, tenuti fermi da una benda allacciata intorno alla testa; gli uomini indossavano anche un gonnellino aperto sui fianchi. I loro alti mocassini, allacciati sotto le ginocchia, erano una parte importante del loro abbigliamento, poiché il terreno era coperto di rovi, boscaglia e cactus ed essi erano prevalentemente corridori d'incredibile resistenza. Le donne avevano un ruolo importante nella vita familiare: raccoglievano cibo, legna e acqua e intrecciavano canestri con eccezionale precisione.
Gli Apache praticavano una religione magico-sciamanica tenendo in grande considerazione il culto degli antenati e degli spiriti. I guerrieri seguivano riti propiziatori e scaramantici sia alla loro prima campagna sia prima di ogni battaglia. Dal punto di vista artistico hanno prodotto statuette di pietra, feticci e bambole rappresentanti i kachina (spiriti degli antenati), raffigurazioni con sabbie colorate (arte nella quale eccellevano i consanguinei Navaho), tessitura di mantelli e di coperte, gioielli di conchiglie o di argento.
Alla fine del sec. XVII i gruppi Apache, già tradizionalmente dediti a scorrerie sui Pueblo (Keresan, Tanoan, Zuñi, Hopi) e degli O'odham (Papago, Pima, Opata, Soba, Sobaipuri, Tarahumara, Yaqui) presero a integrare l'economia tradizionale con sistematiche razzie contro gli insediamenti spagnoli e, più tardi, contro le carovane dei pionieri dirette a ovest. Oggi sono confinati in riserve nel Nuovo Messico, in Arizona e parzialmente in Oklahoma. Pur adattandosi alle mutate condizioni economiche, gli Apache delle riserve hanno mantenuto gran parte dei loro costumi e riti tradizionali.